# Stephen Elop
Stephen Elop, né le 31 décembre 1963  à Ancaster, en Ontario au Canada, est un homme d'affaires canadien, qui a été le premier PDG non-finlandais de Nokia du  21 september 2010 au 3 septembre 2013 et a présidé au rachat de la division téléphones mobiles de celui-ci par Microsoft.

## Biographie
Il entre à l'Université McMaster à Hamilton, en Ontario en 1981, où il poursuit des études d'informatique et gestion qui sont couronnées par un bachelor's degree obtenu en 1986.
Il est directeur de projets chez l'éditeur de logiciels Lotus Development Corp. Puis, il dirige la chaîne de restauration rapide Boston Chicken de 1992 à 1998,.
Il retourne à l'informatique en travaillant au service de Macromedia pendant sept années. Il y gravit les échelons dans les postes d'encadrement jusqu'à devenir Chief Executive Officer en janvier 2005. Un an plus tard environ, en décembre 2005, Adobe rachète Macromedia. Peu de temps après, il annonce sa démission en juin 2006.
Il rejoint Juniper Networks en tant que Chief Operating Officer en janvier 2007,.
En janvier 2008, il est appelé par Microsoft à la tête de son importante Business Division notamment responsable de Microsoft Office pour remplacer son ancien chef, Jeff Raikes.
Il devient le nouveau PDG de Nokia le 21 septembre 2010 et succède à Olli-Pekka Kallasvuo. Il quitte cette fonction le 3 septembre 2013 le jour de l'annonce du rachat de la division téléphone mobiles de Nokia par Microsoft.
En 2014, il prend la tête de la division Matériel, qui comprend la Xbox et les tablettes Surface ainsi que les mobiles Nokia  où il succède à Julie Larson-Green . Il quitte l'entreprise le 17 juin 2015.

## Affaire Nokia-Microsoft
Quelques jours avant le Mobile World Congress de Madrid en février 2011, Stephen Elop envoie une note interne à ses employés, où il prévient d'un changement imminent,. En voici quelques extraits : « Nokia, our platform is burning. » « there is intense heat coming from our competitors, more rapidly than we ever expected. Apple disrupted the market by redefining the smartphone », « In about two years, Android created a platform », « While competitors poured flames on our market share, what happened at Nokia? We fell behind, we missed big trends, and we lost time. » (en français : « Nokia, notre plateforme est en train de brûler. » « il y a une chaleur intense venant de nos concurrents, plus rapidement que nous ne l'avions prévu. Apple bouleversa le marché en redéfinissant le smartphone », « En deux ans environ, Android créa une plateforme », « Pendant que nos concurrents versaient des flammes sur nos parts de marché, que se passait-il chez Nokia? Nous sommes restés derrière, nous avons manqué les grandes tendances, et nous avons perdu du temps. »)
Stephen Elop annonce le 11 février 2011 un accord de partenariat avec Steve Ballmer (pas encore signé) entre Nokia et Microsoft qui prévoit que Windows Phone 7 devienne le système d’exploitation mobile principal de Nokia pour l'ensemble de sa gamme. Cet accord est relativement mal accueilli, l'action Nokia a en effet enregistré à la suite de la signature une baisse de 14 %.
Cet accord fait des remous car il y a des soupçons quant à la détermination du cadre à redresser l'entreprise, et ses accointances avec sa précédente entreprise,.
Plus tard après l'annonce, on apprend que Google avait contacté Nokia pour lui fournir Android, ce que Nokia a refusé. Google a dit qu'il se tenait à disposition au cas où Nokia souhaiterait utiliser leur système d'exploitation. Microsoft a versé près d'un milliard de dollars pour s'offrir Nokia comme vitrine.